# Nokamán
Nokamán (Nocomán, Nocamán) pleme američkih Indijanaca porodice panoan blizu izvora rijeke Inuya, pritoka Urubambe u Peruu. Ovo pleme čiji je jezik možda izumro (3 govornika 1925.), pripadao je zapadnoj skupini panoanskih jezika. Njihovi najbliži srodnici su Indijanci Cacataibo i Cashibo.